# Bernard I. (Besalú)
Bernard I. Taillefer (katalanisch Bernat Tallaferro; † zwischen dem 26. September und 13. Oktober 1020) war ein Graf von Besalú aus dem Haus Barcelona. Er war älteste Sohn von Oliba Cabreta († 990), den er in der Grafschaft Besalú beerbte.

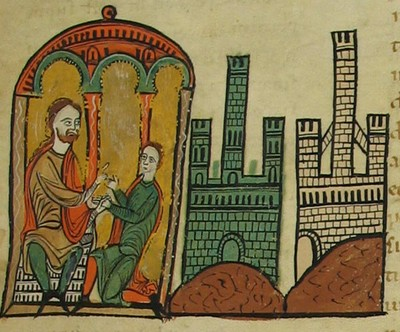
Bernard Taillefer überträgt seinem Sohn Wilhelm seine Besitzungen. Darstellung im Liber feudorum maior, spätes 12. Jahrhundert.

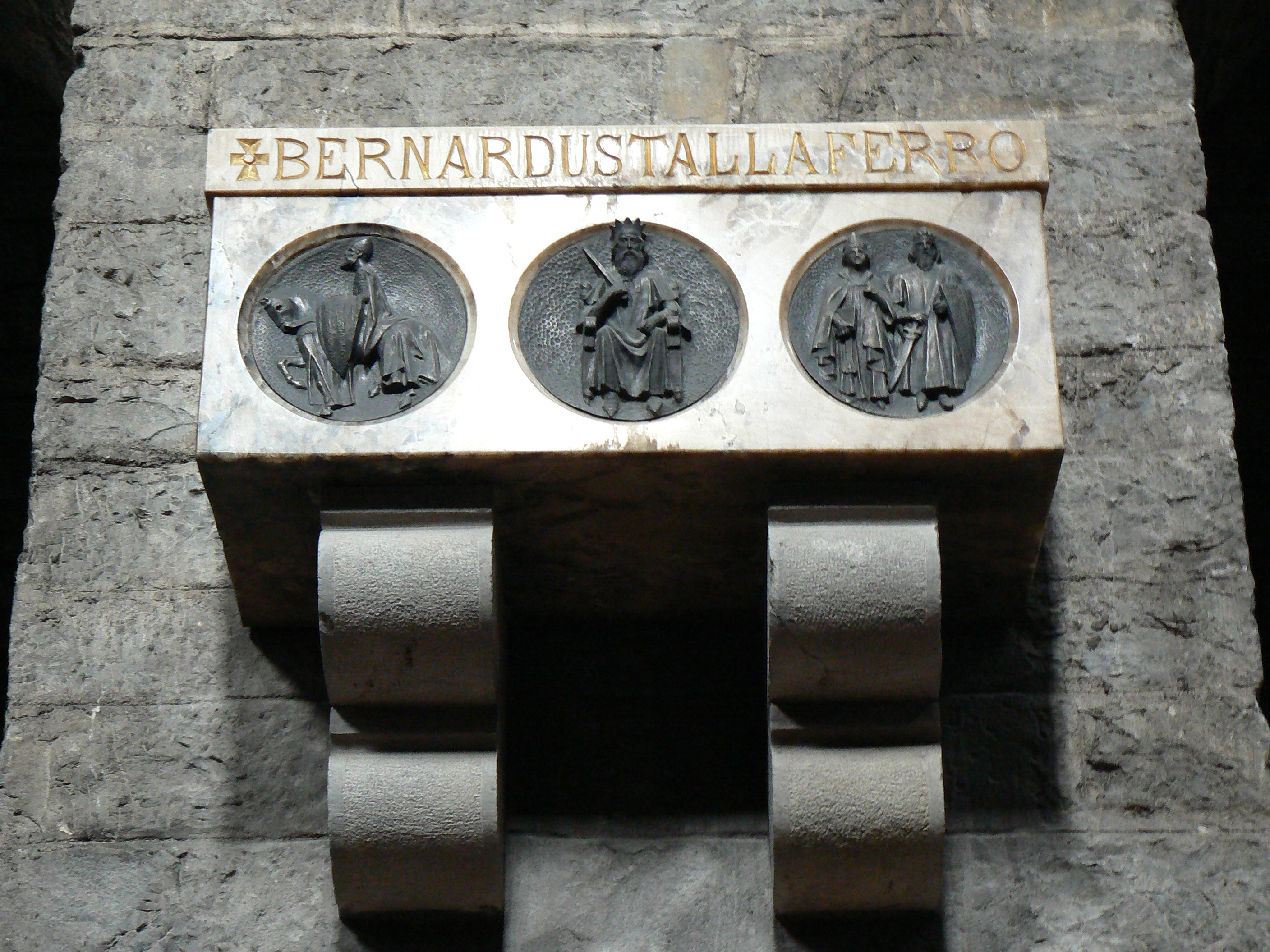
Ein im 19. Jahrhundert für Bernard Taillefer gestalteter Sarkophag in Santa Maria de Ripoll

Der Vater hatte bei seinem Eintritt in das Kloster Montecassino seine unmündigen Söhne unter den Schutz des Papstes Johannes XV. gestellt. Im Jahr 998 reiste Bernard, offenbar in Begleitung Ermengols I. von Urgell, nach Rom, wo er gegen Ende April im Konsens mit Papst Gregor V. das von ihm in Besalú gegründete und dem Märtyrer Genesius geweihte Stift dem apostolischen Stuhl unterstellte, unter dem Vorbehalt einer Mitsprache bei der Abtwahl. Mit seinen Söhnen Wilhelm und Wilfried reiste er 1017 erneut nach Rom, um dort Papst Benedikt VIII. um die Gründung eines Bistums in Besalú zu ersuchen, zu dessen erstem Bischof Wilfried ernannt werden sollte. Der Papst gab dem Gesuch statt.
Im Jahr 1003 kämpfte Bernard an der Seite seines Bruders Wilfried II. von Cerdanya, Ermengols I. von Urgell und Raimund Borrells von Barcelona in der siegreichen Schlacht von Torà (bei Lleida) gegen die Mauren von al-Andalus. Wahrscheinlich kämpfte er noch im selben Jahr auch in der Schlacht bei Albesa (bei Balaguer) mit, in der sein Bruder Berengar, Bischof von Elne, fiel.
Am 26. September 1020 verfasste Bernard sein Testament. Er datierte es nach der Regierungszeit König Roberts II., was impliziert, dass er den Dynastiewechsel im westfränkischen Reich zu den Kapetingern anerkannt hatte. Es wurde bereits am 13. Oktober 1020 von seinem Sohn und seiner Frau veröffentlicht, nachdem Bernard bei der Überquerung der Rhône ertrunken war. Er wurde in der Abtei Santa Maria de Ripoll bestattet.
Verheiratet war Bernard mit einer Frau namens Toda, die auch Adelaiz genannt wurde. Sie wird erstmals anlässlich einer Schenkung an die Abtei Ripoll am 11. April 997 und letztmals anlässlich der Testamentseröffnung 1020 genannt. Ihre Kinder waren:
- Wilhelm I. († 1052), Graf von Besalú.
- Wilfried († 1054), Bischof von Besalú.
- Adelaida; ⚭ mit Ponç I., Graf von Empúries.
- Garsende; ⚭ mit Berengar, Vizegraf von Narbonne.
- sowie: Konstanze, Anseric, Hugo und Berengar.